# Tamaria passiflora
Tamaria passiflora is een zeester uit de familie Ophidiasteridae.
De wetenschappelijke naam van de soort werd in 1971 gepubliceerd door Maureen Downey.